# Женская сборная Израиля по баскетболу 3×3
Женская сборная Израиля по баскетболу 3×3 представляет Израиль на международных соревнованиях по баскетболу 3×3. Управляющим органом является Ассоциация баскетбола Израиля.
По состоянию на 9 сентября 2024, женская сборная Израиля по баскетболу 3×3 занимает 20-е место в мировом рейтинге ФИБА женских сборных по баскетболу 3×3.

## Результаты выступлений
| Турнир                             | Золото | Серебро | Бронза | Всего |
| ---------------------------------- | ------ | ------- | ------ | ----- |
| Чемпионат мира по баскетболу 3×3   | —      | —       | —      | —     |
| Чемпионат Европы по баскетболу 3×3 | —      | —       | —      | —     |
| Европейские игры                   | —      | —       | —      | —     |
| Итого                              | —      | —       | —      | —     |

### Чемпионат мира по баскетболу 3x3
| Год            | Место          | Игры           | Победы         | Поражения      | Состав команды                                           |
| -------------- | -------------- | -------------- | -------------- | -------------- | -------------------------------------------------------- |
| 2012—2019      | не участвовали | не участвовали | не участвовали | не участвовали | не участвовали                                           |
| Антверпен 2022 | 19             | 4              | 0              | 4              | Alexandra Cohen, Hadar Hadad, Daniel Raber, Tslil Vaturi |
| Вена 2023      | 11             | 5              | 3              | 2              | Drew Edelman, Hadar Hadad, Dor Saar, Nofar Shalom        |

### Чемпионат Европы по баскетболу 3x3
| Год            | Место          | Игры           | Победы         | Поражения      | Состав команды                                              |
| -------------- | -------------- | -------------- | -------------- | -------------- | ----------------------------------------------------------- |
| Бухарест 2014  | 13             | 3              | 1              | 2              | Maya Isseroff, Eloisa Katz, Limor Pelleg, Nofar Shalom      |
| 2016—2019      | не участвовали | не участвовали | не участвовали | не участвовали | не участвовали                                              |
| Париж 2021     | 12             | 2              | 0              | 2              | Alexandra Cohen, Courtney Douglass, Daniel Raber, Tal Yakov |
| 2022           | не участвовали | не участвовали | не участвовали | не участвовали | не участвовали                                              |
| Иерусалим 2023 | 9              | 2              | 0              | 2              | Alyssa Baron, Drew Edelman, Hadar Hadad, Ofir Kesten Raz    |
| 2024           | не участвовали | не участвовали | не участвовали | не участвовали | не участвовали                                              |

### Европейские игры
| Год         | Место          | Игры           | Победы         | Поражения      | Состав команды                                         |
| ----------- | -------------- | -------------- | -------------- | -------------- | ------------------------------------------------------ |
| Баку 2015   | 16             | 4              | 0              | 4              | Hadar Gutin, Maya Isseroff, Limor Pelleg, Nofar Shalom |
| 2019        | не участвовали | не участвовали | не участвовали | не участвовали | не участвовали                                         |
| Краков 2023 | 7              | 4              | 1              | 3              | Shani Berman, Noor Kayuf, Ofir Kesten Raz, May Nesher  |